# Tadeusz Korzeniewski

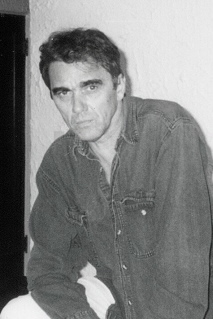
W Seattle w 2004

Tadeusz Korzeniewski (ur. 8 maja 1949 w Elblągu) – polski pisarz.

## Życiorys
W latach 1967–1971 studiował elektronikę na Politechnice Gdańskiej, w latach 1972-1974 filozofię na Katolickim Uniwersytecie Lubelskim. Studiów nie ukończył, w kolejnych latach podejmował różne prace.
W 1975 debiutował na łamach studenckiego pisma Litteraria. Bezskutecznie próbował publikować w wydawnictwach oficjalnych. W 1976 napisał opowiadanie W Gdańsku,  które w 1978 pod tytułem W Polsce opublikowano w podziemnym kwartalniku literackim Zapis. Publikacji tej towarzyszył esej Dlaczego napisałem "W Polsce" w którym stawiał prowokacyjne pytania o wartość literatury II obiegu, a także krytycznie oceniał postawę życiową Stanisława Dygata, Zbigniewa Załuskiego i Teodora Parnickiego. Krótko korzystał ze stypendium Zapisu, następnie stypendium Związku Literatów Polskich uzyskanego z inicjatywy Marka Nowakowskiego i finansowego wsparcia Kazimierza Orłosia i Adama Zagajewskiego (którzy przeznaczyli na ten cel część własnych zagranicznych nagród. Następnie zatrudnił się jako drukarz w podziemnej Niezależnej Oficynie Wydawniczej NOWA.
Opowiadanie W Polsce wraz z nowelą Primaaprilis i autorskimi komentarzami zostało wydane ponownie przez NOW-ą we wrześniu 1981. Autor, deklarujący niezależność od wszelkich grup opiniotwórczych w ramach opozycji i świadomie wybierający rolę outsidera, w formie politycznej satyry krytycznie podchodził do apoteozy środowisk robotniczych, charakterystycznej tak dla władz PRL, jak i "Solidarności". Dostrzegano w jego prozie niezwykłą inwencję językową, bogactwo odniesień filozoficznych i celne obserwacje obyczajowe. Książka została wydana ponownie w 1982 (nakładem emigracyjnego wydawnictwa Puls) oraz w 2009 w serii Kanon literatury podziemnej wydawnictw Volumen i Bellona.
W listopadzie 1981 wyjechał do Francji, tam wystąpił o azyl polityczny, w latach 1982-1983 pracował w Bibliotece Polskiej w Paryżu, następnie wyjechał do USA. Mieszkał w Nowym Jorku, następnie Missoula i od 1998 w Seattle. Od 1990 pisze także po angielsku, otrzymał m.in. stypendium z National Endowment for the Arts. W latach 1991–1998 odbył podróż po Ameryce, której owocem był m.in. tom Do Wyoming (po polsku wydany w 2013, po angielsku w 2014). W 2018 opublikował ebook Americaa i w 2022 Seattle jako Tad Kosewicz.

## Wyróżnienia
W 1984 otrzymał nagrodę Fundacji im. Kościelskich za książkę W Polsce.
W 1992 nagrodzony Creative Writing Fellowship z National Endowment for the Arts za prozę angielską.

## Twórczość
- W Polsce. Warszawa: Niezależna Oficyna Wydawnicza, (1981)[5], następnie wydana ok. 1982 r. w wydawnictwie "Puls" (Londyn), ISBN 0-907587-06-2
- W Polsce, Warszawa: Bellona: Oficyna Wydawnicza Volumen, 2009, ISBN 978-83-7233-199-1
- Do Wyoming. USA, Europe: CreateSpace, (2013) Warszawa : Wydawnictwo 2Kolory, (2013), ISBN 978-83-936533-5-5
- To Wyoming. USA, Europe: CreateSpace, (2014), ISBN 1-4961-9931-6
- Americaa, ebook, Barnes & Noble, (2018), ISBN: 9781005891787
- Seattle, ebook, Barnes & Noble, (2022), ISBN: 9781005336813